# Roots to Branches
Roots to Branches — девятнадцатый студийный альбом британской группы Jethro Tull, выпущенный в 1995 году.

## Об альбоме
Roots to Branches записан в собственной студии Йена Андерсона. В записи участвовали новые музыканты: клавишник Эндрю Гиддингс и басист Дейв Пегг. Стиль альбома относится к фолк-року, иногда с добавлениями восточных мотивов («Rare And Precious Chain») или джаза («Wounded, Old and Treacherous»).

## Список композиций
Все композиции написаны Йеном Андерсоном.
1. «Roots to Branches» — 5:12
2. «Rare and Precious Chain» — 3:34
3. «Out of the Noise» — 3:25
4. «This Free Will» — 4:05
5. «Valley» — 6:08
6. «Dangerous Veils» — 5:35
7. «Beside Myself» — 5:50
8. «Wounded, Old and Treacherous» — 7:50
9. «At Last, Forever» — 7:55
10. «Stuck in the August Rain» — 4:06
11. «Another Harry’s Bar» — 6:22

В 2006 году вышел ремастированный СD без бонус-треков.

## Участники записи
- Иэн Андерсон — вокал, концертная флейта, бамбуковая флейта, акустическая гитара;
- Мартин Барр — электрогитара;
- Дон Перри — ударные;
- Эндрю Гиддингс — клавишные;
- Дэйв Пегг — бас-гитара (3, 5, 11);
- Стив Бэйли — бас-гитара (1, 6, 7, 8, 9, 10);
- Инженер звукозаписи — Chris Blair.